# کنسوئلو دووال
ماریا دل کنسوئلو دوساگ کالزادا (زاده ۱۱ ژانویه ۱۹۶۹)، که بیشتر با نام هنری خود کنسوئلو دووال شناخته می‌شود، کمدین، بازیگر سینما، تلویزیون و تئاتر است.
دووال در پارال، چیهواهوا، مکزیک به دنیا آمد. مادرش در سال ۱۹۷۰ درگذشت و او توسط پدرش در مکزیکوسیتی بزرگ شد.